# Zatoń Dolna
Zatoń Dolna [pronunciación en polaco: /ˈzatɔɲ ˈdɔlna/] (alemán: Nieder Saathen) es un pueblo en el distrito administrativo de Gmina Chojna, dentro del Distrito de Gryfino, Voivodato de Pomerania Occidental, en el noroeste de Polonia, cercano a la frontera con Alemania. Se encuentra aproximadamente 11 kilómetros al noroeste de Chojna, 30km al sudoeste de Gryfino, y 50 kilómetros al sudoeste de la capital regional, Szczecin.